# Proteromonadida
Ordre
Les Proteromonadida sont un ordre de chromistes de l'embranchement des Bigyra, et de la classe des Opalinea.

## Liste des familles
Selon AlgaeBase (20 septembre 2022) : aucune famille
Selon IRMNG (20 septembre 2022) et The Taxonomicon (20 septembre 2022) :
- Proteromonadidae Grassé, 1952

## Systématique
Le nom correct complet (avec auteur) de ce taxon est Proteromonadida Grassé, 1952.